# ب‌آاس‌اف

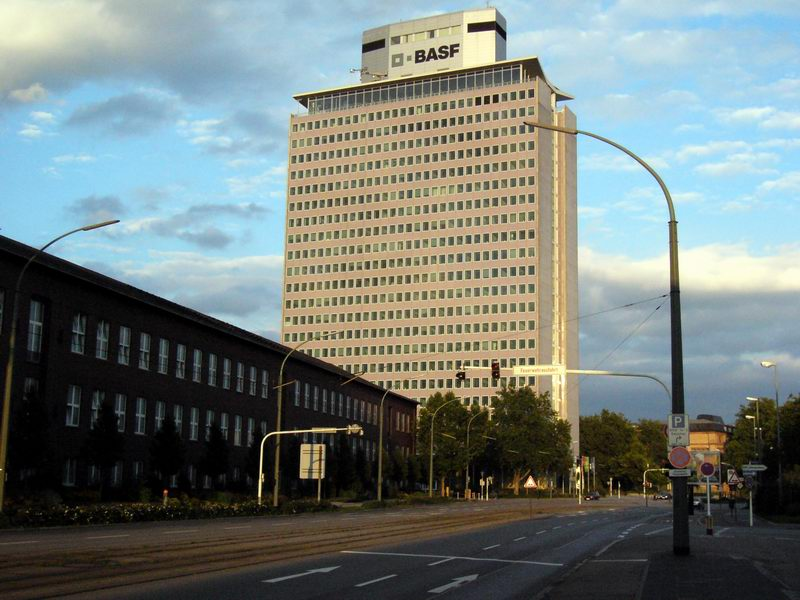
ساختمان مرکزی شرکت

ب‌آاس‌اف (به آلمانی: BASF) شرکت صنایع شیمیایی چندملیتی آلمانی است، که دفتر مرکزی آن در شهر لودویگسهافن آلمان قرار دارد.
نام ب‌آاس‌اف (BASF) در واقع از واژگان اول نام قدیمی این شرکت، گرفته شده‌است. نام آن در ابتدا بادیشه آنیلین آوند سودا فابریک (به آلمانی: Badische Anilin- und Soda-Fabrik) اکنون تحت نام ب‌آاس‌اف شناخته می‌شود، که به عنوان یک علامت تجاری ثبت شده‌است. شرکت باسف در سال ۱۸۶۵ توسط فردریک انگلهورن تأسیس شد. بخشی از سهام این شرکت در بازارهای بورس اوراق بهادار فرانکفورت، بورس اوراق بهادار لندن و بورس اوراق بهادار زوریخ معامله می‌شود. شرکت ب‌آاس‌اف در سپتامبر ۲۰۰۷ نام خود را از فهرست بازار بورس نیویورک خارج نمود.
گروه ب‌آاس‌اف، شامل شرکت‌های تابعه و همچنین، سرمایه‌گذاری‌های مشترک، در بیش از ۸۰ کشور جهان می‌باشد. این شرکت، دارای شش واحد تولید یکپارچه محصولات شیمیایی و شمار ۳۹۰ واحد تولید دیگر، در اروپا، آسیا، استرالیا، آمریکا و آفریقا است. مشتریان شرکت ب‌آاس‌اف، در بیش از ۲۰۰ کشور جهان، پراکنده می‌باشند.